# Patrons of Industry
La Grand Association of the Patrons of Industry in Ontario (Grande association des partons de l'industrie de l'Ontario) fut une organisation de fermiers formée en 1890 et qui coopéra avec le mouvement travailliste urbain pour exprimer leurs frustrations communes avec les grandes entreprises.
Érigés à partir de Patrons of Industry of Michigan formé en 1889, les Patrons of Industry se déclarèrent officiellement indépendants de cette organisation en 1891. Ils furent des défenseurs de la situation morale, sociale, intellectuelle, politique et financière du monde rural ontarien et tentèrent de préserver le mode de vie existant dans les communautés rurales en cette fin de XIXe siècle contre l'industrialisation. Au sommet de sa popularité, l'organisation comptait 30 000 membres.
Lors des élections ontariennes de 1894, 16 députés furent élus avec le soutien de l'association, soit 12 Libéraux, 1 Conservateur et 3 sous la bannière des Patrons of Industry.
Lors de élections canadiennes de 1896, 31 candidats se présentèrent parmi lesquels furent élus David Dickson Rogers et William Varney.
À la suite d'un désaccord avec les Libéraux ontariens sur la question de la coopération, le parti disparut virtuellement en 1900.
Il semble possible de faire un lien entre la base électorale des Patrons of Industry qui représente l'aile gauche de l'électorat canadien et qui pourrait aujourd'hui être représentée par le Nouveau Parti démocratique.

## Candidats de 1896
Manitoba
- W. Postlethwhaite, Brandon
- Charles Baithwaite, Macdonald
- G.A.I.A. Marshall, Marquette

Ontario
- James Tolton, Bruce-Est
- John G. Adams, Cornwall et Stormont
- Charles Jonas Thornton, Durham-Ouest
- J.P. Martyn, Elgin-Est
- Alexander A. McKillop, Elgin-Ouest
- Daniel Willis Mason, Essex-Nord
- David Dickson Rogers, Frontenac
- James Lockie Wilson, Glengarry
- James Bowes, Grey-Est
- William Allan, Grey-Sud
- S.A. Beck, Haldimand et Monck
- James Balcanquel, Hastings-Est
- G. Mcl. Kilty, Huron-Ouest
- James Miller, Lanark-Nord
- James H. Horton, Leeds-Sud
- E.B. Switzer, Lennox
- William McGuire, Norfolk-Nord
- George Walker, Norfolk-Sud
- C.A. Mallory, Northumberland-Est
- John C. Rosevear, Northumberland-Ouest
- Duncan Graham, Ontario-Nord
- Henry Joseph Cloran, Prescott
- William Varney Pettet, Prince Edward
- Robert A. Jamieson, Renfrew-Sud
- D.C. Anderson, Simcoe-Est
- Thomas W. Lennox, Simcoe-Sud
- John Brown, York-Ouest

Quebec
- Francis F. Wellard, Compton

## Sources
1. ↑  Patrons of Industry Trent University Archives

- (en) Cet article est partiellement ou en totalité issu de l’article de Wikipédia en anglais intitulé « Patrons of Industry » (voir la liste des auteurs).